# Mike Bryan
Michael Carl "Mike" Bryan (født 29. april 1978 i Camarillo, California) er en amerikansk professionel tennisspiller.
Mike har vundet seksten Grand Slam-titler i tennis sammen med sin tvillingbror Bob Bryan.

## Grand Slam-titler
- Frankrig French Open:
  - Double herrer 2003 (sammen med Bob Bryan)
  - Mixed double 2003 (sammen med Lisa Raymond)
  - Double herrer 2013 (sammen med Bob Bryan)
  - Mixed double 2015 (sammen med Bethanie Mattek-Sands)
- USA US Open:
  - Mixed double 2002 (sammen med Lisa Raymond)
  - Double herrer 2005 (sammen med Bob Bryan)
  - Double herrer 2008 (sammen med Bob Bryan)
  - Double herrer 2010 (sammen med Bob Bryan)
  - Double herrer 2012 (sammen med Bob Bryan)
  - Double herrer 2014 (sammen med Bob Bryan)
- Storbritannien Wimbledon:
  - Double herrer 2006 (sammen med Bob Bryan)
  - Double herrer 2011 (sammen med Bob Bryan)
  - Mixed double 2012 (sammen med Lisa Raymond)
  - Double herrer 2013 (sammen med Bob Bryan)
- Australien Australian Open:
  - Double herrer 2006 (sammen med Bob Bryan)
  - Double herrer 2007 (sammen med Bob Bryan)
  - Double herrer 2009 (sammen med Bob Bryan)
  - Double herrer 2010 (sammen med Bob Bryan)
  - Double herrer 2011 (sammen med Bob Bryan)
  - Double herrer 2013 (sammen med Bob Bryan)